# 자유시 (문학)
자유시(自由詩)는 정형시에 반대되는 것으로서, 전통적인 형식을 떠나서 자유로운 표현으로 작자의 감정이 표현된 시를 말한다. 프랑스에서는 19세기 말에 자유시 운동이 일어났다.

## 같이 보기
- 이미지즘
- 산문시
- 상징주의

## 참고 자료
- 이 문서에는 다음커뮤니케이션(현 카카오)에서 GFDL 또는 CC-SA 라이선스로 배포한 글로벌 세계대백과사전의 내용을 기초로 작성된 글이 포함되어 있습니다.